# Hibbertia cistoidea
Hibbertia cistoidea är en tvåhjärtbladig växtart som först beskrevs av William Jackson Hooker, och fick sitt nu gällande namn av Cyril Tenison White. Hibbertia cistoidea ingår i släktet Hibbertia och familjen Dilleniaceae. Inga underarter finns listade i Catalogue of Life.